# ليونارد كيمب
ليونارد كيمب (بالإنجليزية: Leonard Kemp)‏ (6 يونيو 1909 بملبورن في أستراليا - 21 يناير 2009) هو لاعب كريكت أسترالي. لعب مع فريق فكتوريا للكريكت.

## وصلات خارجية
- ليونارد كيمب على موقع إي آس بي آن كريك إنفو (الإنجليزية)